# Sistema econòmic
Un sistema o model econòmic és un mecanisme o institució social que organitza la producció, distribució i consum en el benefici d'una societat particular. La idea d'un sistema econòmic porta amb si la connotació articulada de parts (principis, regles, procediments, institucions) harmonitzades funcionalment per a la conseqüència de fins col·lectius determinats. Durant aquesta articulació de parts cada societat tracta de resoldre el problema fonamental econòmic que és la satisfacció de les necessitats bàsiques. Es distingeixen tres classes de models/sistemes econòmics:
- El liberalisme econòmic: basat en la premissa de què l'economia pot autoregular-se tota sola en una forma satisfactòria, i apunta que la intervenció de l'Estat en la mateixa sigui mínima.
- L'economia planificada: al contrari, és l'Estat qui controla tots els aspectes de la vida econòmica. No permet l'existència de la propietat privada.
- L'economia mixta: està en un punt en mig entre el liberalisme i l'economia dirigida.